# Княжевский монастырь
Княжевский монастырь (болг. Княжевски манастир) — православный женский монастырь в юрисдикции Болгарской православной старостильной церкви, расположенный в квартале Княжево в Софии, в Болгарии.
Главный престольный праздник обители — Покров Пресвятой Богородицы (14 октября), второй — память святого Луки (31 октября) в честь которого освящена старая церковь в нижней части монастыря; третий — память святого Серафима Софийского (26 февраля) в честь которого освящён ещё один храм.

## История
Небольшая монашеская община в столичном районе Княжево при храме святого апостола Луки была основана по благословению архиепископа Серафима (Соболева) в конце 1940-х годов. Первой настоятельницей монастыря стала монахиня Серафима (Ливен) позднее возведённая в сан игуменьи.
В 2012 году несколько монахиней и послушниц перешли в юрисдикцию Сербской истинно-православной церкви.
За десятилетия существования монастыря в нём сформировалась особая иконописная традиция. Видными представителями княжевской школы иконописания являются иеромонах Николай (Шелехов) и монахиня Магдалина (Начева).
Библиотека и архивы монастыря являются частной коллекцией и не открыты для посторонних читателей, но доступны для работы исследователей, профессионально занимающимся изучением истории монастыря.

## Настоятельницы
- Серафима (Ливен), игуменья (1949 — 5 июня 2004)
- Серафима (Димитрова), игуменья (с 8 октября 2012)[3]